# 峯村英薫
峯村 英薫（みねむら ひでしげ、1902年3月24日 - 1991年3月21日）は、日本の経営者、歌人。

## 経歴・人物
長野県小県郡富士山村(現在の上田市)出身。旧制上田中学（長野県上田高等学校）、旧制松本高等学校を経て、1940年に東京帝国大学法学部を卒業。
加島銀行での勤務を経て、野村銀行に入行し、大和銀行専務を経て、1959年に副頭取に就任し、1963年に会長に就任し、1968年から顧問を務めた。積水化学工業取締役なども歴任した。
1923年に太田水穂に師事し、歌人としても活躍し、「峯村英薫歌集」がある。
1965年に藍綬褒章を受章し、1972年に勲二等瑞宝章を受章した。
1991年3月21日急性心不全のために死去。88歳没。弟の峯村文人は東京教育大学文学部教授を務めた。